# Fungo lignolítico

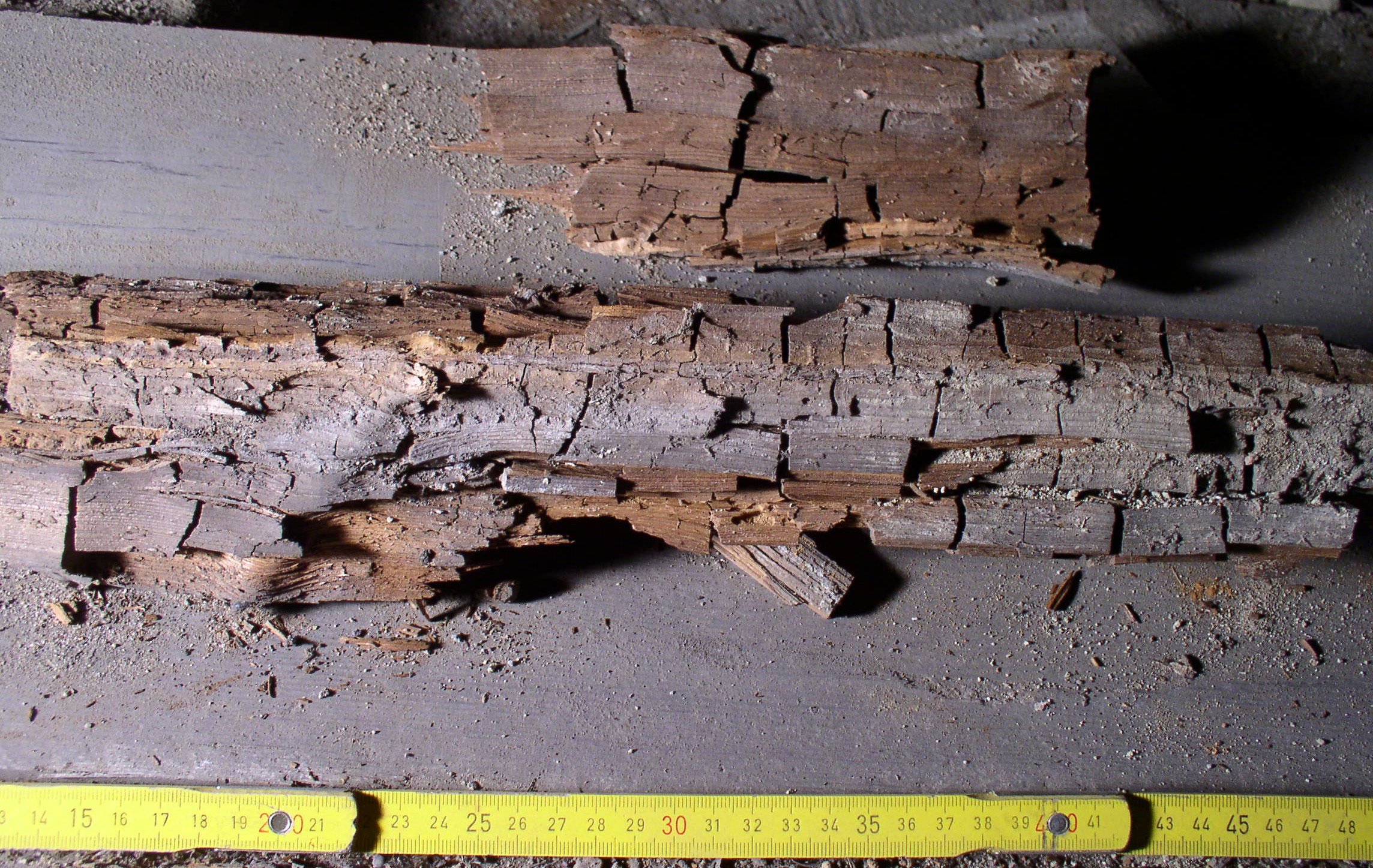
Apodrecimento de madeira causado por Serpula lacrymans.

Fungos lignolíticos é a designação dada a um conjunto alargado e taxonomicamente diverso de fungos que digerem madeira e outros materiais lenhosos quando húmidos causando a sua decomposição. A maioria das espécies de fungos lenhívoros ataca madeira morta, mas algumas espécies, como a Armillaria, são parasíticas e colonizam árvores vivas. Fungos que para além de crescerem em madeira causam a sua decomposição, são chamados fungos lignícolas.
A podridão seca (serpula lacrymans) pode ser erradicada eliminando a fonte de água, diminuindo a humidade (desumidificador) e aumentando a temperatura. Para eliminar o fungo (se houver já partes castanhas e amarelas) use bicarbonato de sódio (ideal) ou mesmo sal misturado com qualquer líquido sem água (p.ex refrigerador de carro, que serve apenas para facilitar a difusão e adesão do sódio). Os resultados são imediatos, dado que o fungo reage ao sódio e dissolve-se.